# Tóth Szabolcs (rockzenész)
Tóth Szabolcs (Budapest, 1974. október 29. –)  magyar zenész, zenekarvezető, gitáros.

## Pályafutása
Zenei alapismereteit a Somogyi Béla Zenei Általános Iskolában kezdte. Első hangszeres ismerkedése a hegedű volt, bár csak rövid ideig tartott. Zongorával folytatta, majd 13 éves korában megfertőzték a ’80-as évek angolszász new wave irányzatai, és ettől kezdve a gitár lett a fő hangszere.
Tanulmányait Hajnóczi Csabánál kezdte, majd több kitérő után Vörös Andrásnál tanulta meg a modernkori gitározás alapismereteit. Kezdeti szárnypróbálgatások után 16-18 évesen a Madison nevű formációban kezdett el egyre hangosabb sikereket elérni. 1993-ban már önálló lemezszerződést ajánlott a zenekarnak Szigeti Ferenc a Zebra kiadó akkori művészeti igazgatója, de a zenekar feloszlott, mert abban az évben érettségiztek.

## Sugarloaf
Több formációban való közreműködés után 1995-ben megalapította a Sugarloaf zenekart. 1998-ban Movie című dalukat több külföldi zenei csatorna is játszotta (MTV, VIVA, MCM International) valamint a magyar Z+, ezeknek köszönhetően hamarabb értek el külföldön sikereket, mint itthon. 
1999-ben turnéztak többek között Franciaországban, Olaszországban, Németországban és a Benelux államokban. 2000-ben Manga! című lemezünket Cannes-ban mutatták be, ahol számos nemzetközi elismerést kapott. Erről a lemezről Tóth Szabolcs L.C. című dala A világ nem elég (The World Is Not Enough) című James Bond film lehetséges soundtrackjei között is szerepelt egy német producer jóvoltából. A zenekar több jelölést és díjat is kapott, pl. az év videóklipje vagy az év zenekara (MAHASZ, zenei szaklapok).
A Sugarloaf 2003-ban megnyerte a Tv2 Dalnokok ligája című zenei vetélkedőjét (amelynek finálé dalát Harmath Szabolccsal, Csajtai Csabával és Orbán Tamással közösen írták). A műsor alatt Tóth folyamatosan dolgozott át külföldi és hazai slágereket más-más zenei stílusba. Hol musical, hol dixieland, hol opera vagy techno műfajokba. Ez a feladat remek stílusgyakorlat volt a számára, hogy kiélhesse hangszerelési ambícióit, és ezáltal olyan szerzőkkel tudjon együtt dolgozni, mint Körmendi Péter, Illényi Katica vagy Dezső Balázs.
A Sugarloaf-ot több éven keresztül folyamatosan jelölték különféle díjakra Az év dalától kezdve az Év koncert DVD-je, az Év Zenekara vagy Viva Comet-díjra.

## Egyéb munkái
Tóth Szabolcs 2000 és 2015 között több mint hat nagylemezt írt, több ezer koncertet játszott le, írt reklám és szignálzenéket, szerkesztett zenei műsorokat. 
2012-ben a Megasztár 6 tehetségkutató majd 2014-ben az X-faktor ötödik évada versenyzőinek művészeti vezetője volt.
2014 és 2020 között az NKA Könnyűzenei Kollégium kurátora.

## Lemezei

### Sugarloaf
- Manga (2000)
- Re-Manga (2001)
- Nő a baj (2003)
- Neon (2006)
- Stereo (2008)
- Instant Karma (2011)
- Ki követ (single) (2014)
- Múlató (single) (2015)
- Depiend (single) (2016)
- Léplekgyilkos (EP) (2018)
- Sputnik (2019)

## Díjak, elismerések
- 2001: Arany Zsiráf – Legjobb videóklip
- 2003: Dalnokok Ligája első helyezett
- 2005: VIVA Comet – Legjobb együttes (jelölés)
- 2006: Fonogram díj – Legjobb dal (jelölés)
- 2009: VIVA Comet – Legjobb együttes (jelölés)
- 2010: GoTV – Az év zenekara